# アルベルト・エクハウト
アルベルト・エクハウト（Albert Eckhout、1607年頃生まれ、 1665年末か1666年に死亡）はオランダの画家である。オランダ領ブラジルの総督ナッサウ＝ジーゲン伯ヨハン・マウリッツのブラジル探検隊に画家として参加し、ブラジル現地人の肖像画やブラジルの食材を描いた静物画、動物などを描いた。名前はAlbert (van den/van der) Eyckhout、Albert Eeckhout、Albert Eeckholt、Albert Eyckholt、Albert Eckout、Albert Eckholt、Albert Achout、Albert Ae (e) ckhoutなど様々に伝えられている。

## 略歴
フローニンゲンの出身で、どこで絵を学んだかは伝わっていない。1637年から1644年まで行われたナッサウ＝ジーゲン伯ヨハン・マウリッツのブラジル探検に博物学者、医師のウイレム・ピソ、天文学者、地図製作者のゲオルク・マルクグラーフ、画家のフランス・ポストらとともに雇われ、ポストがブラジルの風景を描いたのに対して、ブラジルに住む様々な人種の人々の肖像画を描き、彼らの食材や、ブラジルの珍しい鳥も描いた。
1645年にオランダに戻り、フローニンゲンやアメルスフォールトに数年間住んだ後、ヨハン・モーリッツの推薦で、1653年からザクセン選帝侯ヨハン・ゲオルク2世の宮廷画家として、ドレスデンで働き、宮廷を飾るために珍しい鳥の絵や、南米の人々の絵を描いた。1663年にフローニンゲンに戻り、そこで亡くなった。
エクハウトが探検で描いた作品を、1652年にヨハン・マウリッツが親類にあたるデンマーク王フレデリク3世に贈ったことから、コペンハーゲンのデンマーク国立博物館に23点が収蔵されている。ブランデンブルク選帝侯、フリードリヒ・ヴィルヘルムに渡った数百点のスケッチは、現在はクラクフのヤギェウォ大学の文書館(Biblioteka Jagiellońska) に収蔵されている。

## 作品

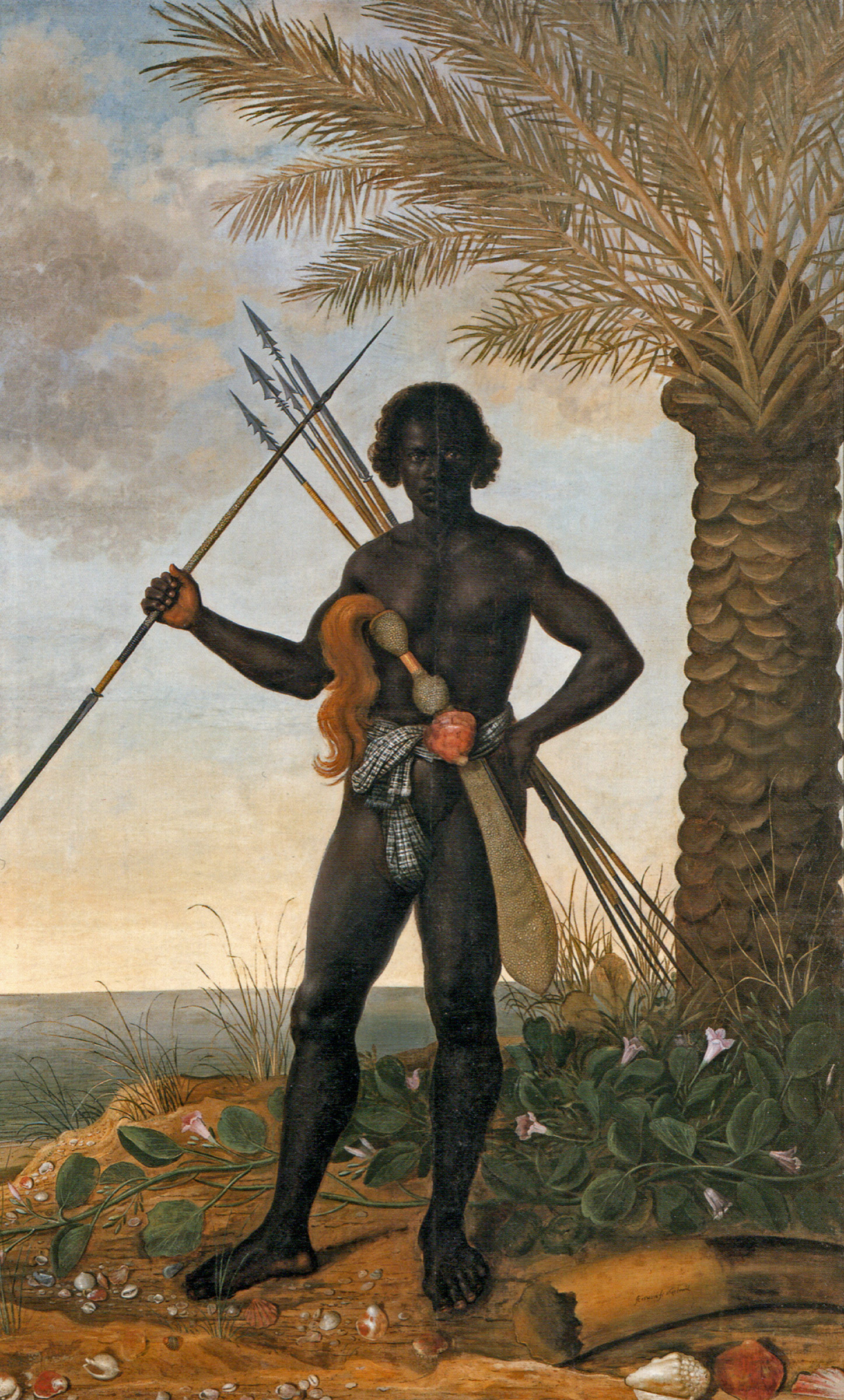
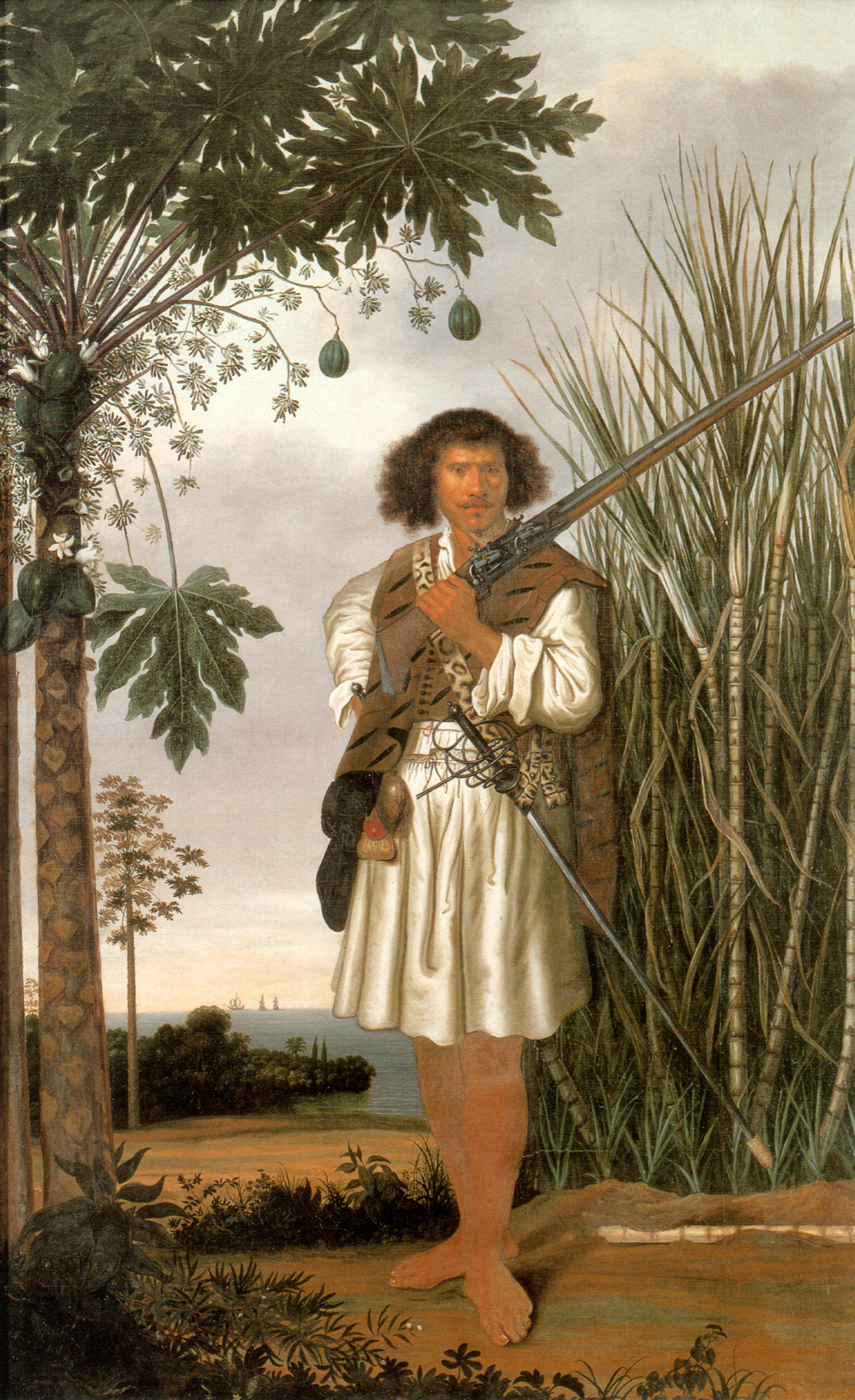
ムラート
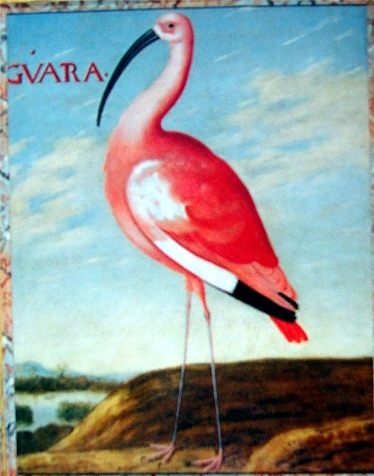
ショウジョウトキ

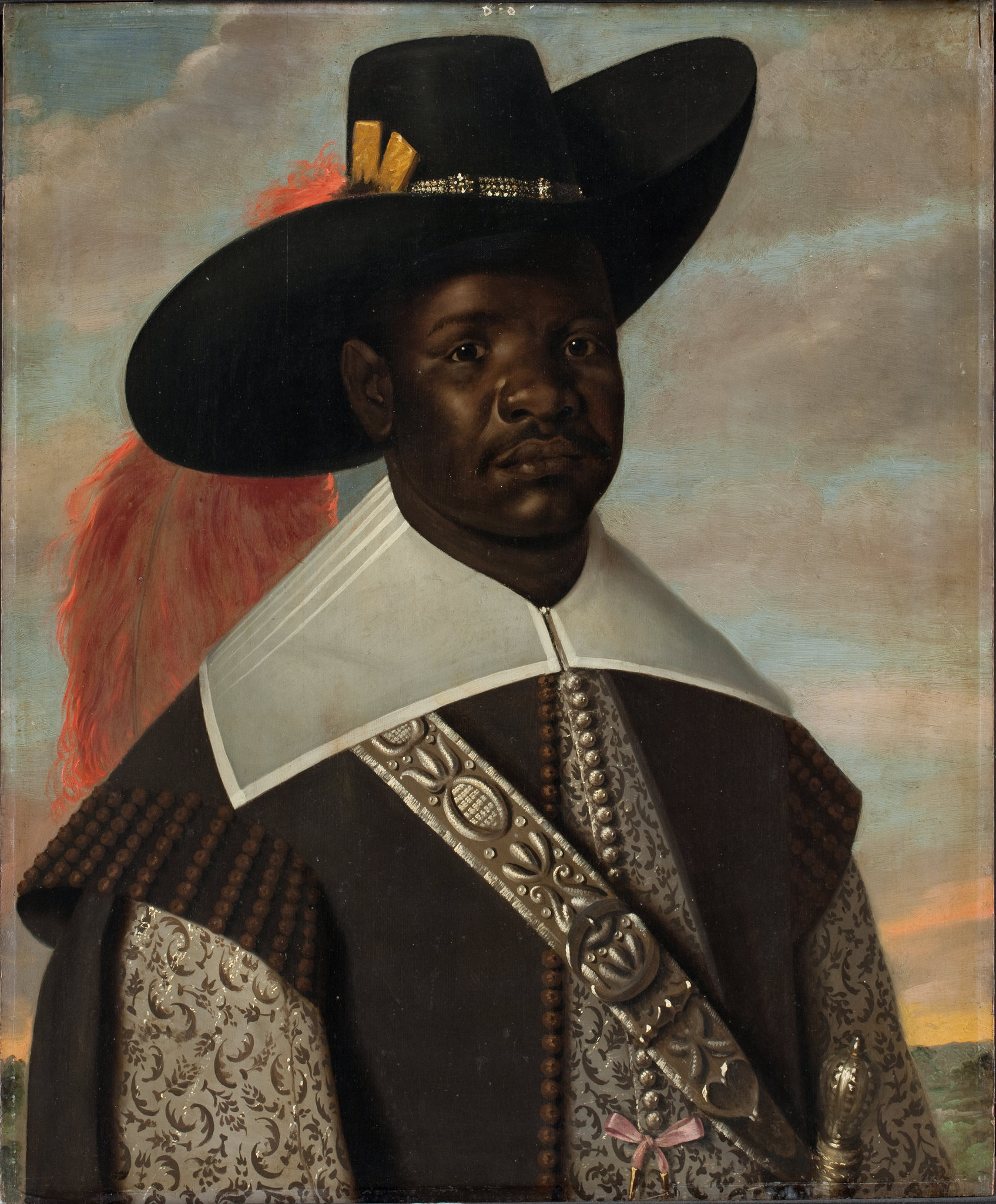
コンゴ王国からの使節
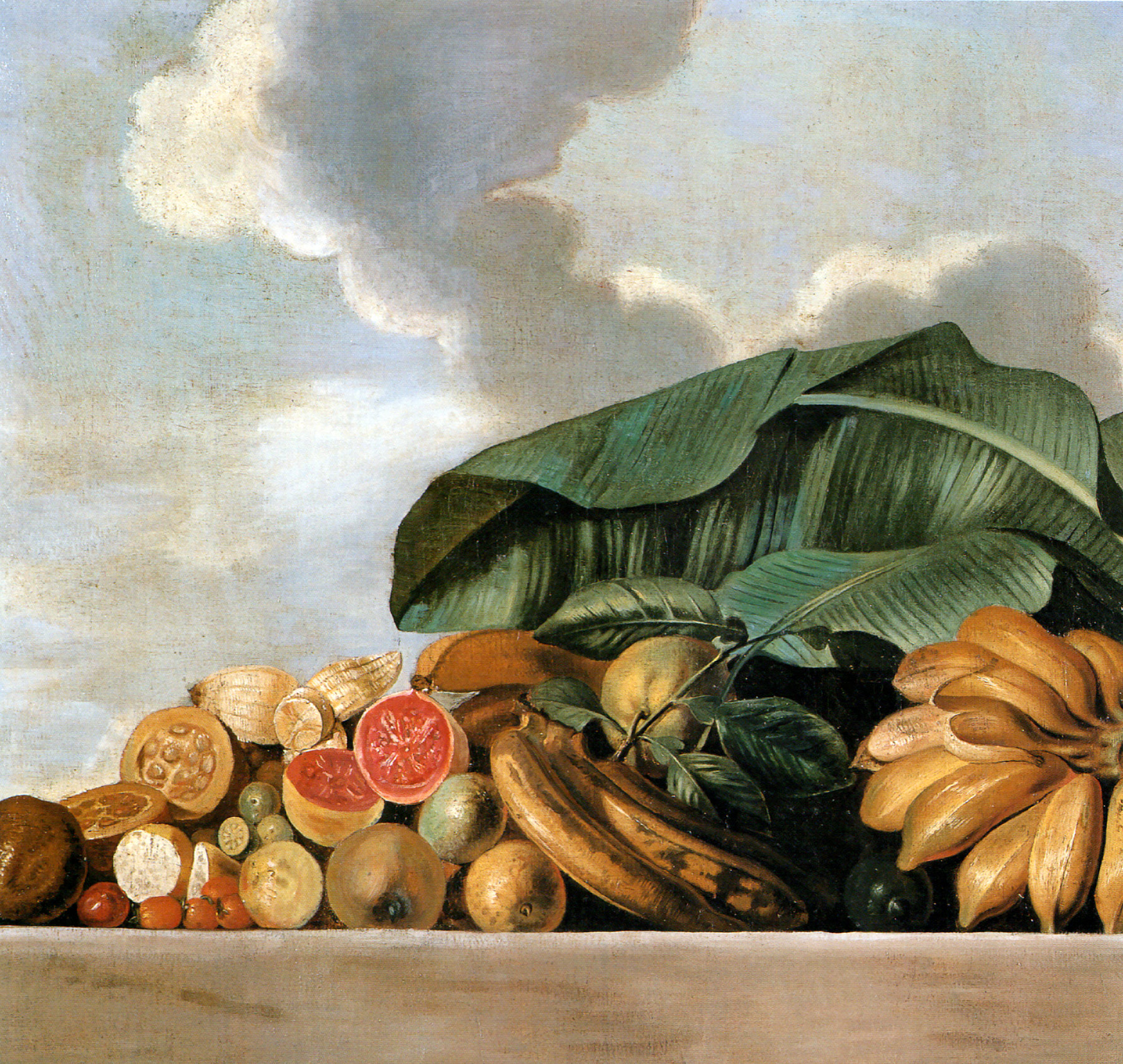
バナナ他
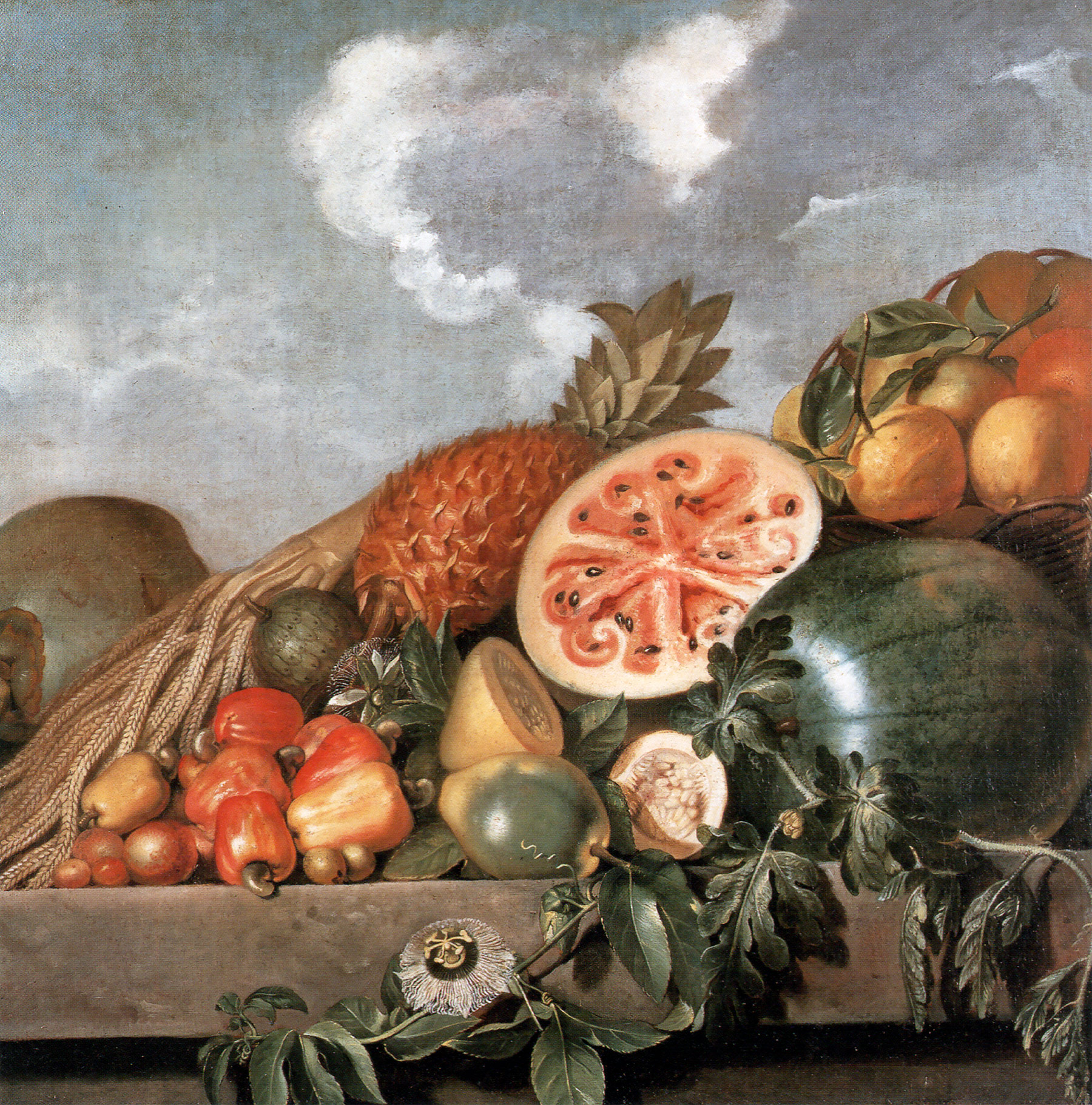
ブラジルの果物
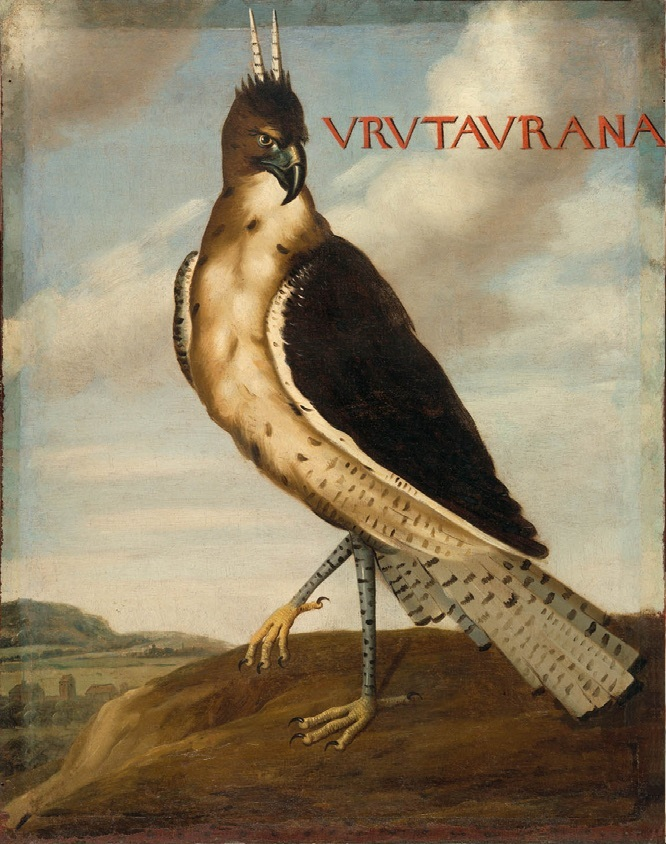
Spizaetus ornatus